# ビデオテックス

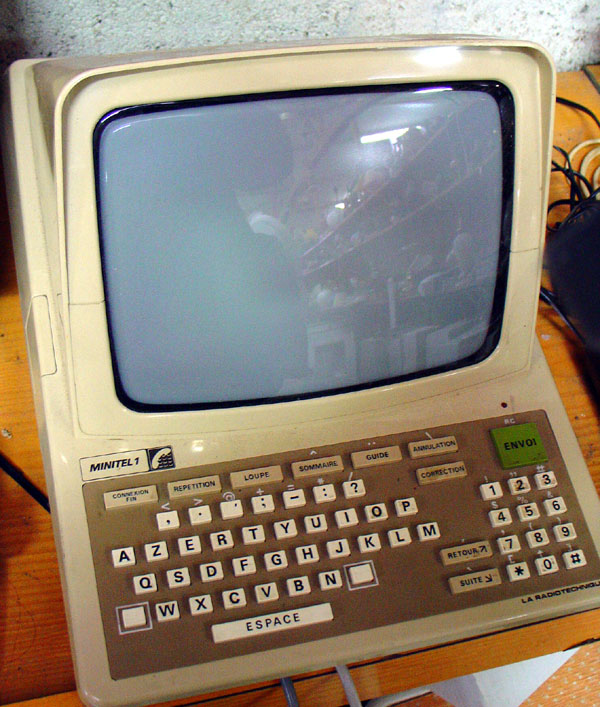
初期（1982年）のミニテル端末。キーボードはAZERTY配列となっている

ビデオテックス (Videotex) は、電話回線を通じて、文字・画像・簡易動画を送受信するコンピュータネットワークシステム。家庭や企業にある情報端末機器と、画像や文字データを持つ情報センタを接続し、センタに保存された情報を情報端末機器に映し出す。汎用のパーソナルコンピュータ（パソコン）が、個人用にはまだ高価であった1980年代に登場した。Video と Text から作られた造語で、略称はVTX。
利用者は、テレビ受像機またはビデオモニターに接続した専用セットトップボックスから電話回線を使ってセンターに接続し、双方向の対話式でチケット予約やオンラインショッピング、天気予報などの各種情報提供サービスを受けることができる。現代よりも遥かに技術水準が低かった1980年代に限定的に普及し、1990年代にWorld Wide Webが登場すると急速にシェアを失って行った。現代のインターネットと基本的な利用形態が類似しており、技術的には先見の明があったが、一般人にはコンピュータすら理解されていなかった点や、ビデオテックス自体が回線速度や端末性能などの面で未熟すぎた点で時期尚早であったと言える。ビデオテックスは世界的にシェアが増えなかったものの、フランスでは政府による端末無料配布によりMinitelという方式が多数の家庭に普及していた。日本では電電公社が考案したニューメディアを象徴する通信テクノロジーとして鳴り物入りで登場したが、コンテンツに恵まれず商業的に失敗した。

## 符号化方式
画像や文字情報を伝送するためには、その情報をデジタルデータに符号化（変換）する必要がある。また、画像データを符号化する際には、データ量を減らし効率的に伝送できるような方式を検討する必要があった。ビデオテックスのための符号化方式は、日本（日本電信電話公社）、欧州（主にフランステレコム）、北米 (AT&T) において検討され、日本はCAPTAIN方式、欧州はCEPT方式、北米はNAPLPS方式として方式化された。
当時、電気通信における国際規格を策定するための団体としてCCITT（現ITU-T）が存在した。ビデオテックスの国際標準方式をCAPTAIN方式、CEPT方式、NAPLPS方式のどれにするか、CCITTの会合において論議されたが、いずれか一つを国際標準とすることができず、結局三つともビデオテックスの国際標準として採用された。

## 各国のビデオテックスサービス
| 国       | 事業者                   | 開始 | 開始 | 終了 | 終了 | 商標              | 方式    | 方式                                 | モデム  | 通信速度 bps | 通信速度 bps | 備考 |
| 国       | 事業者                   | 年   | 月   | 年   | 月   | 商標              | 名称    | 概要                                 | モデム  | 下り         | 上り         | 備考 |
| -------- | ------------------------ | ---- | ---- | ---- | ---- | ----------------- | ------- | ------------------------------------ | ------- | ------------ | ------------ | ---- |
| カナダ   | 通信省                   |      |      |      |      | Telidon           | NAPLPS  | 図形を描画コマンドとして送信         |         |              |              |      |
| 米国     | AT&T                     |      |      |      |      |                   | NAPLPS  | 図形を描画コマンドとして送信         |         |              |              |      |
| 日本     | 日本電信電話公社         | 1984 | 11   | 2002 | 3    | CAPTAIN           | CAPTAIN | 図形を点の組み合わせとして送信       | V.27ter | 4800         | 75           |      |
| フランス | フランステレコム         | 1979 |      | 2012 | 6    | Minitel (Teletel) | CEPT    | 図形をモザイクの組み合わせとして送信 | V.23    | 1200         | 75           |      |
| イギリス | ブリティッシュ・テレコム | 1979 |      |      |      | Prestel           | CEPT    | 図形をモザイクの組み合わせとして送信 | V.23    | 1200         | 75           |      |
| ドイツ   | ドイツテレコム           | 1983 |      | 2001 |      | Bildschirmtext    | CEPT    | 図形をモザイクの組み合わせとして送信 | V.23    | 1200         | 75           |      |
| イタリア | テレコム・イタリア       | 1986 |      | 1994 |      | Videotel          | CEPT    | 図形をモザイクの組み合わせとして送信 | V.23    | 1200         | 75           |      |

### 日本

#### 日本におけるビデオテックスの商用化の過程

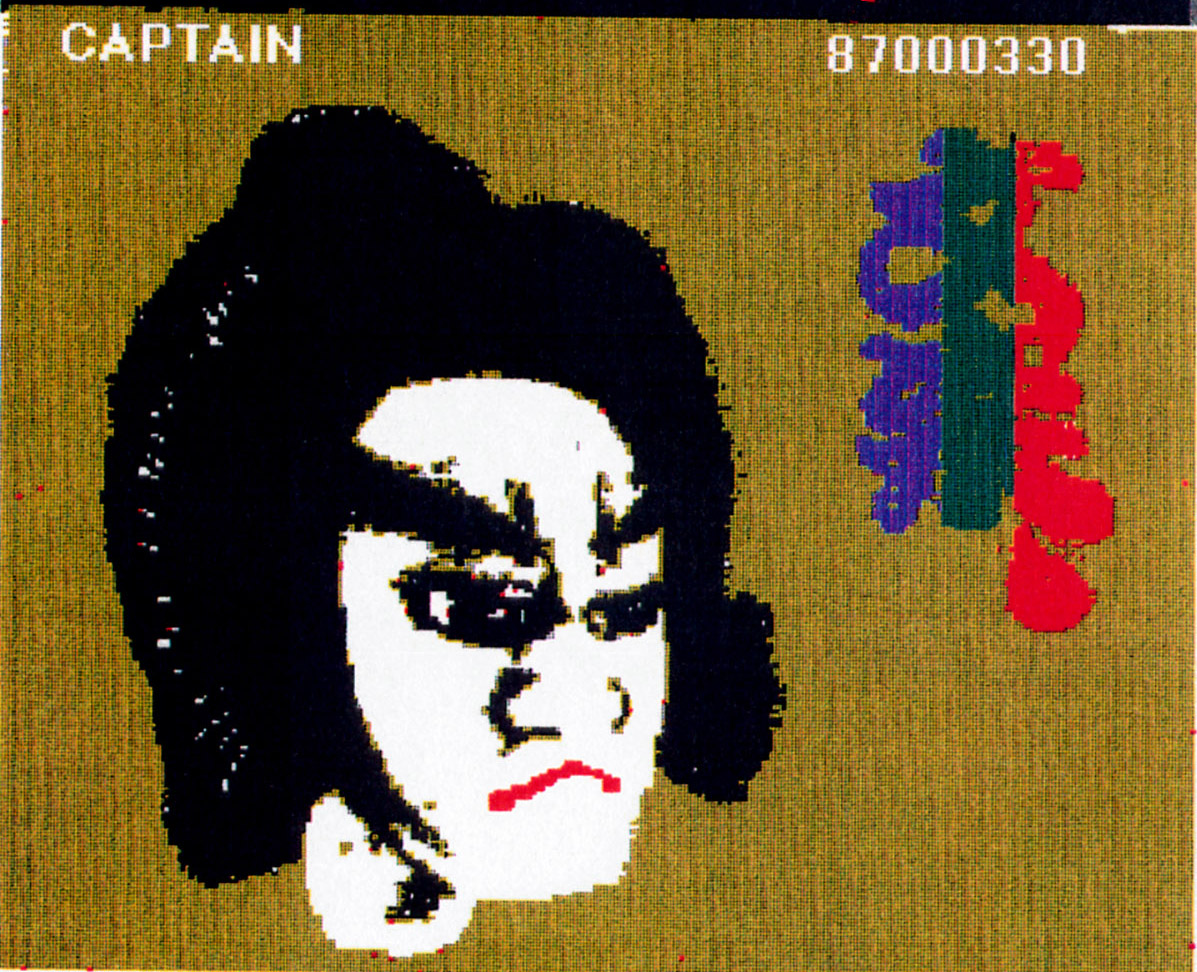
キャプテンシステム

日本では、日本電信電話公社がCAPTAIN方式によるサービスをキャプテンシステムとしてサービス開始し、ビデオテックスサービスとして認知されている。なお、パソコン通信サービスのニフティサーブがNAPLPS方式を使ったサービスを提供していた。
CAPTAIN方式は、画像とその色情報についてMH符号化方式にて符号化し、文字についてはJIS C 6226符号にて送信する方式であった。なお画像について、CEPT方式はモザイク方式とも呼ばれ、四角や三角などの図形片の組み合わせで図形を伝送。NAPLPS方式は、線の場合「LINE」「起点のドット位置」「終点のドット位置」のように、図形描画を行うための命令を伝送する。
図形や文字を表示するためには端末装置が必要であるが、方式検討時は、CPU・メモリ・モデムなどがまだ高価であったため、専用端末を利用しサービスを利用する方針となった。
商用化に際して、キャプテンシステムは一般家庭を対象としており、電話回線の利用を前提としていた。このため、当時電話回線の利用のモデムとしては高速かつ、ファックスにおいても利用されているので調達が容易であり、ファックスの家庭への普及による量産化による価格低減も見込めることからG3ファックスと同方式のモデムが使用された。
また、当時専用端末として生産するにおいても価格が高額にならざるを得なかったこと、メモリ価格が高価であり端末価格があまりに高額にならないように画像の解像度を抑えざるを得なかった。
TK-80の発売は1976年、PC-8800の発売は1981年、PC-9800シリーズの発売は1982年で、まだ一般家庭にパソコンは普及していなかったが、キャプテンシステムの商用サービス開始と前後して、パソコンの価格が数年間で急激に低下し、個人でも手に入れられなくはない価格になっていた。その後、パソコンはさらに安価になり、一般家庭への普及も想定されることから、専用端末の他にパソコンでキャプテンシステムが利用できるソフトウエアが開発・発売された。また、1991年にはモデムもMNP圧縮が可能なV.22・V.22bisモデムに対応するよう機能拡充された。また、64kbit/sのデジタル回線を利用しより高詳細なハイ・キャプテンが存在した。

#### 日本における広義な意味のビデオテックスサービス
文字と画像の符号化方式は、ISOのOSI参照モデルでは、プレゼンテーション層にあたる。ビデオテックスサービスは、OSI参照モデルに従い、プロトコル設計されている。キャプテンシステムは、ビデオテックス通信網と情報端末、情報センタで構成されるサービスであった。
画像や文字の符号化方式、端末を回線に繋げるためのプロトコルについては、技術参考資料ビデオテックス通信網サービスのインタフェース（端末編）に記載されている。
サービス利用者がセンタ設備を用意し、ビデオテックス通信網に接続する形態をDF（ダイレクトインフォメーションセンタ）と呼ばれ、DFをデジタル専用回線やパケット通信回線経由でつなぐためのプロトコルについては、ビデオテックス通信網サービスのインタフェース（センタ編）に記載されている。
また、自センタを保有せず情報提供を行うため、コンテンツを格納するスペースを貸すサービスとして、NTTが用意したキャプテン情報センター (CAPF) があった。
また、キャプテン情報センターに自センタを接続する形態もあり、この形態をIF（インフォメーションセンタ）と呼ばれ、IFをデジタル専用回線やパケット通信回線経由でつなぐためのプロトコルについては、キャプテンシステムサービスのインタフェースに記載されている。
IFは自センタのプロトコルの上位層の実装がDFに比べ簡易になっている。また、オーダーエントリサービス（キャプテンシステムを使った受発注サービスでチケット販売などに利用された）などを利用できた。また、当時の郵政省はキャプテン情報センタに接続回線を開設し、オーダーエントリサービスと郵便預金口座間での資金決済ができた。

### 欧州

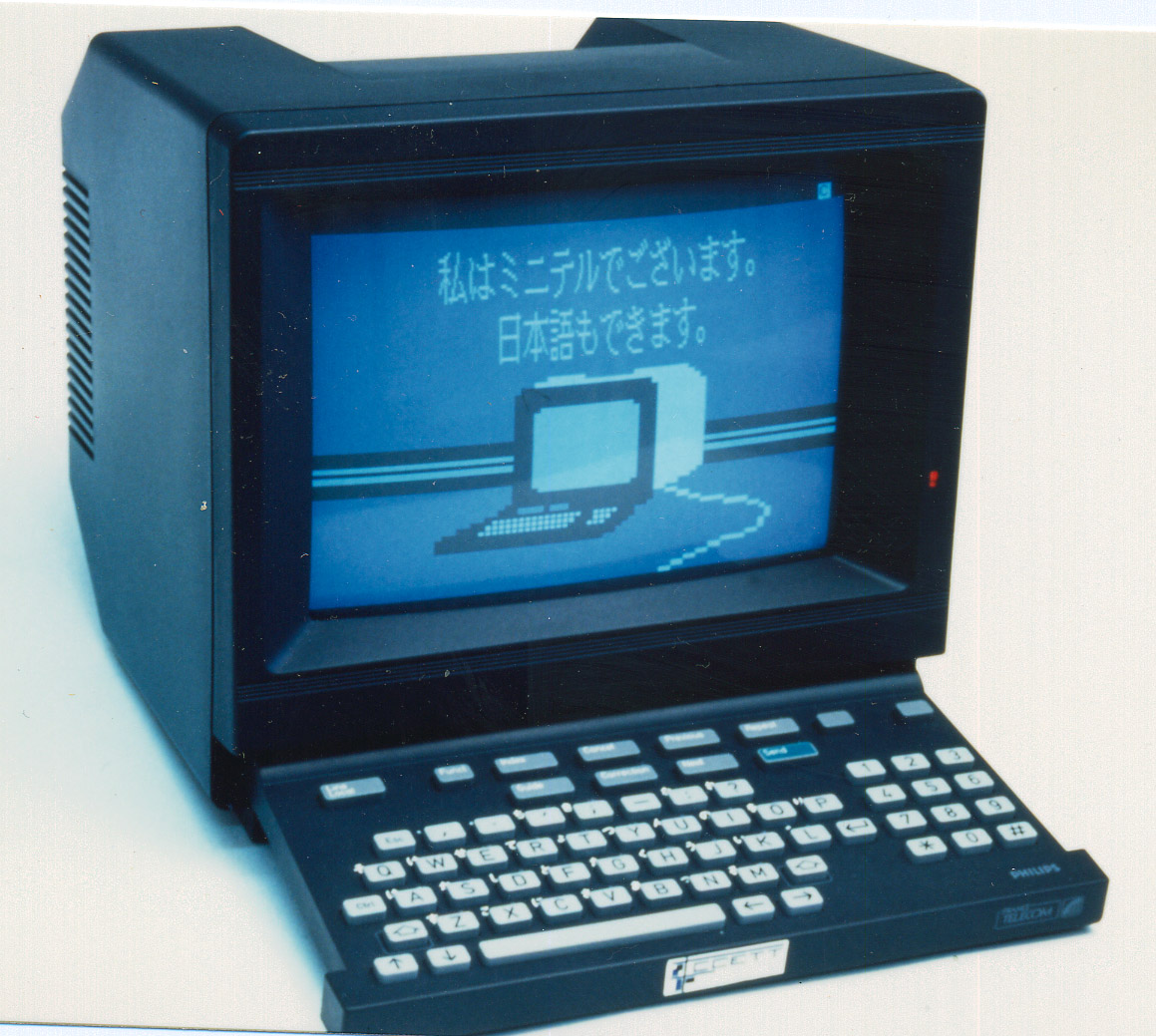
日本向けのミニテル端末

フランスでは、フランステレコムが専用機であるミニテルを、電話番号検索サービスにも利用できるという名目で電話加入者に無償で配布する政策をとり、普及を図った。

### 北米
カナダでは1970年代後半から1985年までカナダ通信研究センター (Communications Research Centre Canada) が開発したテリドンが実用化されていた。これにAT&Tが機能を追加したものがのちのNAPLPSとなった。
アメリカ合衆国では、パソコン通信サービスNifyによりNAPLPSが一部利用された。